# Ecliptopera fulvidorsata
Ecliptopera fulvidorsata är en fjärilsart som beskrevs av Swinhoe 1894. Ecliptopera fulvidorsata ingår i släktet Ecliptopera och familjen mätare. Inga underarter finns listade i Catalogue of Life.